# Eritromicina
L'eritromicina è il capostipite di un gruppo di antibiotici denominati macrolidi. Pur essendo stato commercializzato per la prima volta nel 1953, il suo utilizzo è ancora molto diffuso. I batteri sensibili a questa classe di antibiotici e pertanto compresi nello spettro d'azione dell'eritromicina sono i cocchi Gram-positivi, come lo Staphylococcus aureus, pneumococchi, streptococchi e cocchi Gram-negativi. È inoltre attiva su microrganismi quali Bordetella pertussis, Brucella, Mycoplasma pneumoniae, Legionella ed anche organismi intracellulari come la Rickettsia. Per quanto riguarda la struttura chimica dell'eritromicina, la funzione chetonica risulta molto importante per la sua attività.

## Farmacodinamica
Eritromicina è stata isolata da un ceppo di Streptomyces erythreus, che la produce, ed è la molecola capostipite del gruppo di antibiotici macrolidi. Il farmaco agisce per inibizione della sintesi proteica nei batteri, e si comporta come un agente batteriostatico. Nello specifico blocca il meccanismo di traslocazione dei t-RNA che portano gli amminoacidi all'interno del ribosoma, impedendo che passino dal sito di ingresso A, al sito P e quindi al sito di uscita E. L'eritromicina si lega alla subunità 50s del ribosoma batterico bloccandolo, impedendo così la sintesi delle proteine.
La molecola non influisce minimamente sulla sintesi degli acidi nucleici.

## Farmacocinetica
Eritromicina dopo somministrazione per via orale viene ben assorbita dal tratto gastrointestinale solo se in forma gastroresistente. L'assorbimento è superiore in caso di assunzione a stomaco vuoto (30 minuti o più prima dei pasti). Dopo l'assorbimento la molecola diffonde facilmente nei tessuti. Il farmaco è in grado di oltrepassare la barriera emato-encefalica e questa proprietà si accentua in caso di meningiti. Può inoltre essere somministrata per via parenterale.
Il farmaco tende a concentrarsi nel fegato e la sua eliminazione dall'organismo avviene proprio a seguito di metabolizzazione a livello epatico con escrezione nella bile. A seguito di somministrazione orale, meno del 5% di una dose somministrata viene riscontrata nell'urina. Oltre che nel fegato il farmaco si diffonde facilmente nella milza, nel polmone e nei muscoli: in questi organi le concentrazioni risultano superiori a quelle ematiche. Eritromicina attraversa, sia pure in misura minima, la barriera placentare.

## Tossicologia
La DL50 dell'eritromicina nel topo e per via sottocutanea è di circa 1800 mg/kg.

## Usi clinici
Eritromicina viene comunemente utilizzata nel trattamento dei processi infettivi a carico delle vie aeree superiori ed inferiori, della cute, dei tessuti molli. L'antibiotico è indicato anche nella profilassi a breve termine dell'endocardite batterica sostenuta da streptococchi viridanti alfa emolitico, prima di interventi odontoiatrici in soggetti con febbre reumatica.
Eritromicina è particolarmente attiva nei confronti di: Streptococcus pyogenes, streptococchi viridanti, Staphylococcus aureus, Diplococcus pneumoniae, Mycoplasma pneumoniae, Corynebacterium diphteriae, Corynebacterium minutissimum, Treponema pallidum, Bordetella pertussis, Clamidia Trachomatis, Listeria monocytogenes.

## Effetti collaterali ed indesiderati
In corso di trattamento i disturbi gastrointestinali, come ad esempio diarrea, nausea, vomito, anoressia e dolore addominale sono estremamente comuni poiché eritromicina agisce come agonista della motilina (un ormone peptidico che stimola nell'uomo intensi fenomeni di peristalsi gastroduodenale). Questi fastidiosi effetti indesiderati fanno sì che molti medici tendano a non prescrivere questo antibiotico come farmaco di prima scelta.
Effetti avversi più seri includono aritmia con prolungamento dell'intervallo QTc e torsioni di punta.
In alcuni soggetti si sono verificate reazioni allergiche che spaziano dall'orticaria fino alla grave reazione anafilattica. Più raramente possono comparire altre gravi reazioni come colestasi, epatite, pancreatite, Sindrome di Stevens-Johnson, necrolisi tossica epidermica, convulsioni.
Nel Lupus eritematoso sistemico (LES): l'eritromicina non dovrebbe essere somministrata in pazienti affetti da LES perché più alto il rischio di sviluppare ipersensibilità al farmaco (OR=4,8). I pazienti affetti da LES infatti tendono a sviluppare più facilmente allergie ai farmaci e questo è stato osservato soprattutto con gli antibiotici quali sulfonamidi, penicillina, cefalosporina, tetraciclina e eritromicina (pazienti con LES allergici: 31% a sulfonamidi; 27% a penicillina/cefalosporina; 13% a eritromicina; 7% a tetraciclina).

## Controindicazioni
Il farmaco è controindicato nei soggetti con ipersensibilità nota al principio attivo oppure ad uno qualsiasi degli eccipienti utilizzati nella formulazione farmacologica.
Ulteriori controindicazione è data dalla contemporanea somministrazione di terfenadina, astemizolo, cisapride, pimozide e ergotamina o diidroergotamina.

## Gravidanza e allattamento
Non esistono studi adeguati sull'uso di eritromicina in donne in gravidanza. Studi osservazionali hanno evidenziato la comparsa di malformazioni cardiovascolari se la madre era esposta ad eritromicina nel corso dei primi mesi di gravidanza. Poiché il profilo di sicurezza del farmaco durante la gravidanza non è stato stabilito, il suo utilizzo dovrebbe essere riservato solo a casi di accertata necessità.
La FDA (Food and Drug Administration) ha inserito l'eritromicina in classe B per l'uso in gravidanza. Questa classe comprende i farmaci i cui studi riproduttivi sugli animali non hanno mostrato un rischio per il feto e per i quali non esistono studi controllati sull'uomo.
Comprende inoltre farmaci i cui studi sugli animali hanno mostrato un effetto dannoso (oltre a un decremento della fertilità) che non è stato confermato con studi controllati in donne nel primo trimestre di gravidanza e per i quali non c'è evidenza di danno nelle fasi avanzate della gravidanza.
Un'altra agenzia del farmaco, l'ADEC (Australian Drug Evaluation Committee) ha inserito l'eritromicina nella lista dei farmaci che possono essere utilizzati in gravidanza..
Il farmaco è stato utilizzato come profilassi antibiotica in caso di travaglio pretermine in donne con membrane integre, cioè in donne in cui non si è ancora verificata l'amnioressi.
Quest'utilizzo non è tuttavia raccomandato perché non risultata apportare alcun beneficio clinico. In questo gruppo di donne, inoltre, la somministrazione di eritromicina è stata associata ad un lieve aumento del rischio di paralisi cerebrale neonatale.
Eritromicina è escreta in piccola quantità nel latte materno (2,5 e 1 mg/L rispettivamente dopo 2 e 6 ore dall'assunzione materna di una dose orale di 500 mg).
Secondo alcuni studi, nonostante le concentrazioni decisamente basse riscontrabili nel latte materno, l'esposizione al macrolide entro le prime due settimane di vita può essere associata ad un aumento significativo dl rischio di stenosi pilorica neonatale.
Questo rischio non risulta più presente a partire dalla terza settimana di esposizione. In caso di allattamento al seno, pertanto, sarà responsabilità del terapeuta valutare attentamente il rapporto rischio/beneficio del trattamento con eritromicina.

## Interazioni
- Teofillina: in caso di co-somministrazione di teofillina ed eritromicina si possono registrare incrementi delle concentrazioni plasmatiche della prima, con un possibile aumento degli effetti tossici. È perciò necessaria grande cautela all'inizio della terapia con eritromicina in soggetti trattati con dosi elevate di teofillina e, secondo alcuni autori, è opportuno ridurre la posologia della teofillina del 25%.
- Carbamazepina: la somministrazione del macrolide a pazienti epilettici in terapia con carbamazepina potrebbe provocare un aumento dell'incidenza di effetti avversi quali nausea, vertigini e sonnolenza. Se non è possibile evitare l'associazione farmacologica, si deve ridurre la posologia dell'antiepilettico di circa il 25%.
- Digossina: i pazienti trattati con digitale che assumono eritromicina come terapia antibiotica devono essere monitorati per la digossinemia. Il dosaggio del digitalico può dover essere ridotto poiché il macrolide potenzia notevolmente l'effetto della digossina.
- Farmaci che prolungano l'intervallo QT (terfenadina, astemizolo, disopiramide, cisapride): l'associazione di queste molecole con eritromicina non è raccomandata per il rischio di gravi aritmie cardiache tra cui in particolare tachicardia ventricolare, torsioni di punta, fibrillazione ventricolare e arresto cardiaco.
- Farmaci inibitori del CYP3A4: i soggetti in trattamento con eritromicina che contemporaneamente assumono farmaci inibitori del CYP3A4 possono andare incontro ad un aumento del rischio di morte cardiaca improvvisa, generalmente secondaria ad una aritmia ventricolare. L'eritromicina viene infatti metabolizzata principalmente dal fegato per azione degli isoenzimi citocromiali appartenenti alla famiglia CYP3A4. I composti chimici che inibiscono tali enzimi sono in grado di determinare un aumento significativo dei livelli ematici del macrolide. In uno studio retrospettivo che analizzava soggetti esposti a eritromicina e/o amoxicillina, è stato osservato un aumento di 2 volte del rischio di morte cardiaca improvvisa nel gruppo di pazienti in trattamento con eritromicina e un aumento di 5 volte nei pazienti esposti contemporaneamente a eritromicina ed a farmaci inibitori del CYP3A4. Nei pazienti esposti precedentemente ad eritromicina così come in quelli con terapia in corso con amoxicillina non si registrava nessun aumento del rischio di morte cardiaca improvvisa.[11]
- Penicillina: per quanto si tratti di un'associazione poco frequente, in quanto il macrolide possiede uno spettro simile alle penicilline, per motivi di farmacocinetica è consigliato somministrare la penicillina qualche ora prima dell'eritromicina.
- Ciclosporina: la co-somministrazione di ciclosporina e eritromicina richiede un attento controllo dei livelli plasmatici dell'immunosoppressore, soprattutto nella fase iniziale dell'associazione farmacologica. Ciclosporina ed eritromicina sono infatti metabolizzate entrambe dal citocromo epatico P450, ed il loro uso simultaneo può determinare una riduzione del metabolismo dell'immunosoppressore con conseguente incremento dei livelli ematici[12] e della tossicità della ciclosporina.[13][14][15]
- Alcaloidi dell'ergot (ergotamina o diidroergotamina): la somministrazione di queste sostanze con eritromicina non è raccomandata in quanto è stata associata con tossicità acuta da ergotamina, in particolare vasospasmo ed ischemia delle estremità e di altri tessuti, tra cui lo stesso sistema nervoso centrale.[16][17][18][19][20]
- Inibitori della HMG-CoA riduttasi (statine): in associazione ad eritromicina può aumentare il rischio di miopatia e rabdomiolisi per aumentata esposizione sistemica (aumento delle concentrazioni) delle statine. La co-somministrazione di eritromicina con statine, ad esempiosimvastatina e lovastatina non è pertanto raccomandata. In caso di contemporanea assunzione di statine si devono monitorare attentamente eventuali segni o sintomi di tossicità muscolare (dolore muscolare, debolezza, incremento della concentrazione di creatinachinasi).
- Warfarin: i soggetti in terapia anticoagulante con warfarin che assumono eritromicina possono andare incontro a variazioni del tempo di protrombina. In questi pazienti è quindi necessario monitorare attentamente l'indice INR (International Normalized Ratios) ed eventualmente aggiustare la dose di anticoagulante.[21][22]
- Benzodiazepine: è stato riscontrato che l'eritromicina diminuisce la clearance di triazolam, midazolam e di altre benzodiazepine. Per questo motivo una co-somministrazione può causare l'aumento dell'effetto farmacologico di queste sostanze ansiolitiche.[23]
- Zopiclone: la co-somministrazione con eritromicina diminuisce la clearance dello zopiclone e quindi può causare un aumento dell'effetto farmacodinamico dell'ipnoinducente.[24]